# Tenuipalpus baeri
Tenuipalpus baeri är en spindeldjursart som beskrevs av Reck 1956. Tenuipalpus baeri ingår i släktet Tenuipalpus och familjen Tenuipalpidae. Inga underarter finns listade i Catalogue of Life.